# Nadbużanka
Nadbużanka – wieś w Polsce położona w województwie lubelskim, w powiecie włodawskim, w gminie Wola Uhruska. Wieś leży przy drodze wojewódzkiej nr 819 w odległości 1,5 km na wschód od miejscowości Wola Uhruska.
Miejscowość wchodzi w skład sołectwa Wola Uhruska. 
W latach 1975–1998 miejscowość administracyjnie należała do województwa chełmskiego.